# Isak av Nineve
Isak av Nineve (arabiska: إسحاق النينوي Ishak an-Naynuwī; Grekiska:Ἰσαὰκ Σύρος), även känd som Helige Isak syriern, Abba Isak, Isak Syrus och Isak av Qatar, född omkring 613, död omkring 700, var en syrisk-kristen biskop som levde under 600-talet. Som teolog är han mest känd för sina skrifter om kristen askes. Han vördas som helgon inom de ortodoxa kyrkor som inte antog konciliet i Efesos, d.v.s. Österns kyrka samt de (icke-kalcedoniska) orientaliska kyrkorna. Detta gör honom till det sista helgonet som åminns av alla apostoliska kyrkor bland de östliga ortodoxa. Hans festdag sammanfaller med den helige Efraim Syrierns, den 28 januari.

## Biografi
Isak föddes i Beth Qatraye-regionen i östra arabien. När han ännu var ung togs han upp i ett kloster där han praktiserade askes. Efter många års studier på klostrets bibliotek fick han en viktig roll som teolog. Strax därefter gav han sig helt till ett monastiskt liv, och involverades i religiös utbildning i hela Beth Qatarye-regionen. När katolikos Georges besökte Beth Qatarye i mitten av 600-talet för att delta i en synod, vigde han Isak till biskop av Nineve och norrut.